# مشاع عشایری شماره یک
مشاع عشایری شماره ۱ روستایی در دهستان دولت‌آباد بخش مرکزی شهرستان جیرفت استان کرمان ایران است.

## جمعیت
بر پایه سرشماری عمومی نفوس و مسکن در سال ۱۳۹۵ جمعیت این مکان ۱۴۹ نفر (۵۱خانوار) بوده‌است.